# 列别金市镇
列别金市级市镇（烏克蘭語：Лебединська міська громада），是乌克兰东北部蘇梅州蘇梅區的市级市镇，行政中心为列別金。市镇面积为1642.9平方公里，2020年人口数量为42,846人。

## 居民点
该市镇包括1个市（列別金）和124个村庄。